# Lucien Paté
Lucien Paté, né Lucien Honoré Gustave Léon Paté le 6 mars 1845 à Chalon-sur-Saône, et mort le 5 janvier 1939 à Paris (6e arrondissement), est un journaliste, poète et parolier français.

## Biographie
Il était le fils d’un républicain bien connu. Après le coup d’État du 2 décembre 1851 il est allé avec son père en exil : d’abord à Vevey, puis à Genève en Suisse. De retour en France, il termine ses études au Collège de Chalon et étudie à Paris, où il obtient une licence en droit et une licence ès lettres. Pendant la guerre de 1870-1871, il est membre de la garde mobile de la Seine pendant le siège de Paris. Cela lui inspire son premier volume de vers Lacrymæ rerum. Après la guerre, il devient en 1873 fonctionnaire au ministère de la Culture, chef de département et inspecteur des Monuments Nationaux. Il a occupé ce poste pendant trente ans jusqu'`a sa retraite en 1903 ,.
Il a été avocat royal, intéressé par l’histoire et l’archéologie. Il a collaboré à la Revue politique et littéraire. L’Illustration, Courrier d’État, la France artistique et monumentale. Il a écrit des odes de circonstance à Molière, Corneille, Lamartine, etc., qui figurent aussi dans ses recueils, et quelques pièces de théâtre,.
Lucien Paté est enterré au cimetière du Montparnasse (division 6).

## Œuvres
- 1871 : Lacrymæ rerum, Charpentier, Paris.
- 1873 : Mélodies intimes, Charpentier, Paris.
- 1876 : L'Église Saint-Vincent de Chalon-sur-Saône.
- 1876 : Monographie d'Autun , in : La France artistique et monumentale.
- 1879 : Poésies, Lemerre, Paris. Ouvrage couronné par l'Académie Française[8].
- 1889 : Poèmes de Bourgogne, Lemerre, Paris.
- 1896 : Le Sol sacré, Lemerre, Paris.
- 1900 : L'État et les monuments historiques.
- 1903 : Dames seules, Supplément à L'Illustration, n°3156, 22 Août 1903.
- 1906 : Les Souffles libres, Lemerre, Paris.